# Тис ягідний (Івано-Франківський район)
Тис я́гідний — ботанічна пам'ятка природи місцевого значення в Україні. Об'єкт розташований біля села Манява, що в Івано-Франківському районі, Івано-Франківської області. Ботанічна пам'ятка знаходиться на території Манявського лісництва, (квартал 24, виділ 7). 
Площа — 0,01 га, статус отриманий у 1988 році. 